# Hunt the Wumpus
Hunt the Wumpus este un joc de aventură bazat pe text dezvoltat de Gregory Yob în 1973. În joc, jucătorul trece printr-o serie de peșteri conectate, aranjate într-un dodecaedru, în timp ce vânează un monstru numit Wumpus. În acest joc bazat pe ture jucătorul trebuie să evite gropile fatale fără fund și super-liliecii care se mișcă în jurul sistemului de peșteri. Scopul este de a trage cu una dintre "săgețile lor strâmbe" prin peșteri pentru a-l ucide pe Wumpus. Codul sursă al jocului a fost publicat în Creative Computing în 1975 și republicat în The Best of Creative Computing anul următor.
Jocul a dat naștere mai multor variante și versiuni extinse și a fost portat pe mai multe sisteme, inclusiv pe computerul pentru acasă TI-99/4A. Acest joc a fost citat ca un exemplu timpuriu al genului horror de supraviețuire si a apărut în 2012 în lista celor mai bune 100 de jocuri video din toate timpurile, listă creată de revista Time. Monstrul Wumpus a apărut ulterior în mai multe produse media din 1973, inclusiv în alte jocuri video, într-o nuvelă și în cărțile Magic: The Gathering.

## Vezi și
- 1973 în jocuri video
- 1973 în informatică